# Pantoclis similis
Pantoclis similis är en stekelart som först beskrevs av Thomson 1858.  Pantoclis similis ingår i släktet Pantoclis, och familjen hyllhornsteklar. Arten är reproducerande i Sverige.